# Celtis glabrata
Celtis glabrata är en hampväxtart som beskrevs av John Stevenson och Jules Émile Planchon. Celtis glabrata ingår i släktet Celtis och familjen hampväxter. Inga underarter finns listade i Catalogue of Life.

## Bildgalleri

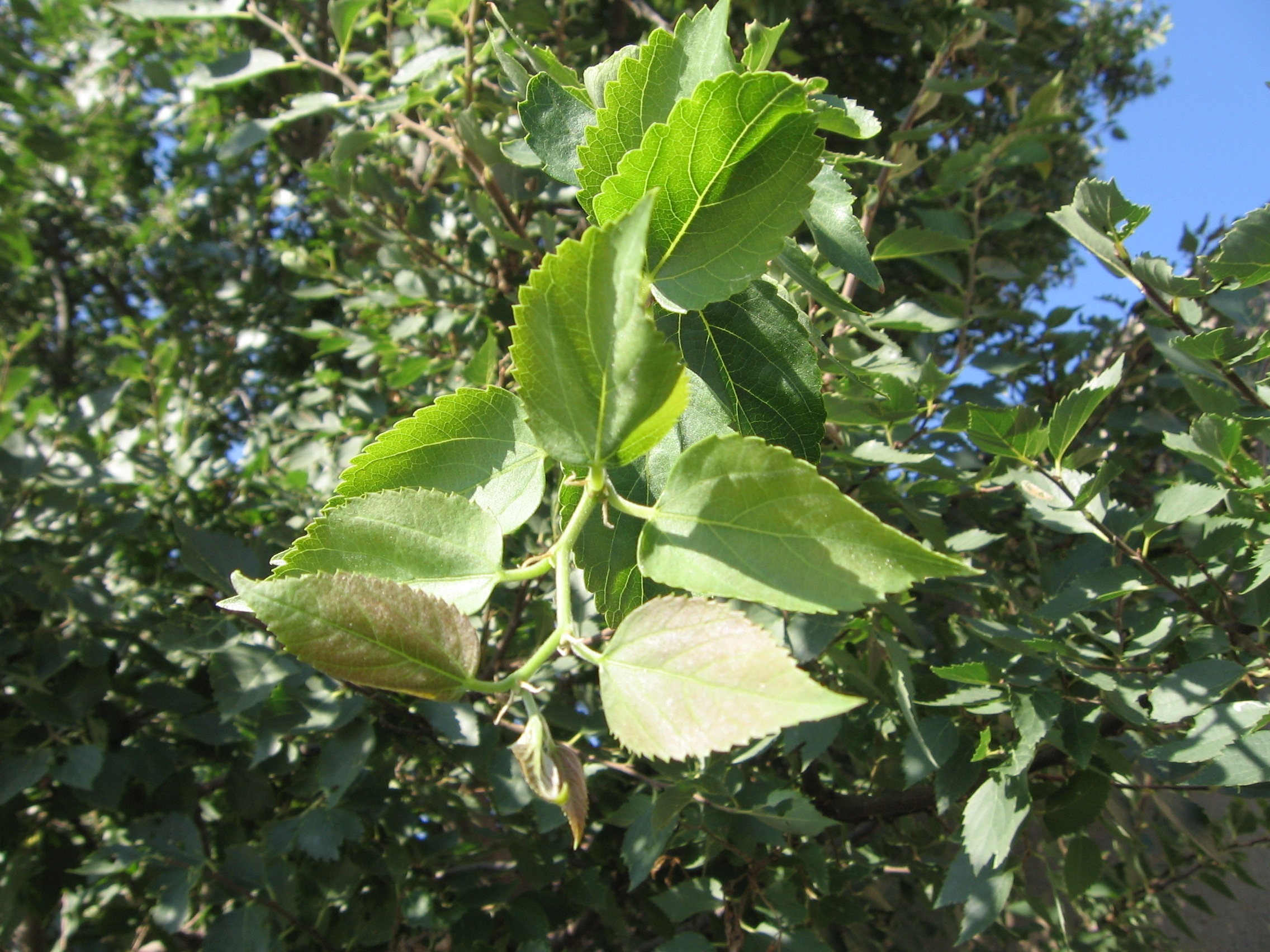
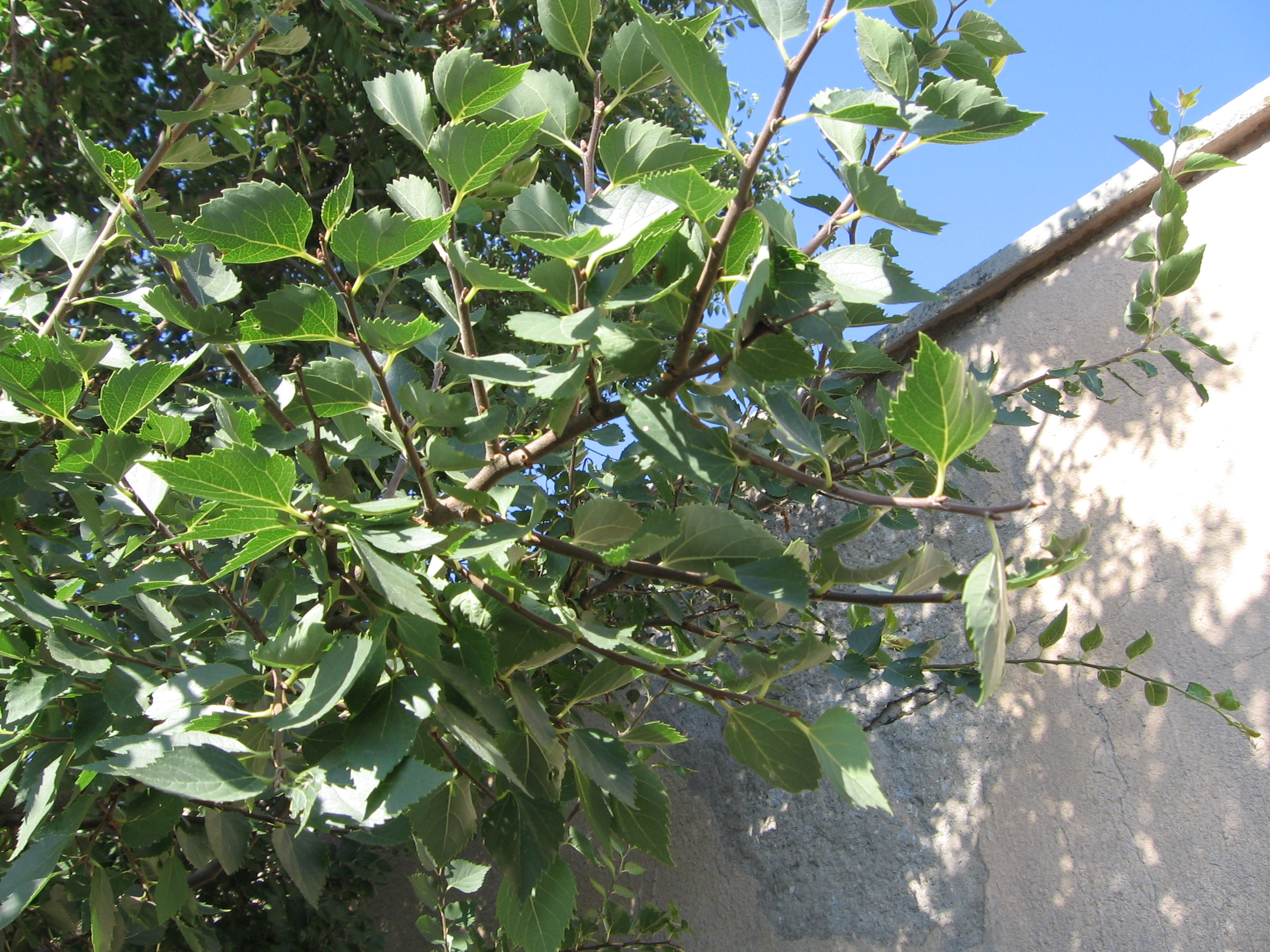